# Dicranomyia (Dicranomyia) sera
Dicranomyia (Dicranomyia) sera is een tweevleugelige uit de familie steltmuggen (Limoniidae). De soort komt voor in het Palearctisch en Nearctisch gebied.